# Deutsche Stunde in Bayern

Schriftzug der Deutschen Stunde in Bayern (1922)

Schriftzug von 1931

Schriftzug von 1934

Die Deutsche Stunde in Bayern war eine Gesellschaft, die das erste Rundfunkprogramm in Bayern bestückte, und ist damit eine Vorläuferin des Bayerischen Rundfunks. Die Gesellschaft gründete sich am 12. September 1922 in München.
Die Gründer waren die Münchner Geschäftsleute Hermann Klöpfer, Josef Böhm und Robert Riemerschmid sowie der Direktor der Deutschen Stunde in Berlin Ernst Ludwig Voss. Betriebswirtschaftlich war die Deutsche Stunde in Bayern das regionale Tochterunternehmen der Deutschen Stunde. Gesellschaft für drahtlose Belehrung und Unterhaltung mbH mit Sitz in Berlin.
Sie läutete am 30. März 1924 mit der Ausstrahlung ihrer ersten Sendung aus dem Sendesaal im Verkehrsministerium an der Arnulfstraße das Rundfunkzeitalter in Bayern ein.  Am 2. August 1924 nahm der Nebensender Nürnberg und am 1. September 1927 der Nebensender Augsburg seinen Betrieb auf. Nebensender dienten der lokalen Verbreitung des Programms in Gebieten fernab des Hauptsenders. Am 17. Februar 1926 fand die erste Sportberichterstattung statt, nämlich vom Eishockeyspiel SC Riessersee gegen den Berliner Schlittschuhclub. Der Münchner Komiker Karl Valentin hatte am 1. April 1927 seinen ersten Rundfunkauftritt. 1929 bezog der Sender ein eigens für ihn von Richard Riemerschmid entworfenes Funkhaus. „München“ sendete auf „Welle 485“. Sein erster Intendant war Kurt von Boeckmann. Am 15. Dezember 1930 wurde die Deutsche Stunde in Bayerische Rundfunk GmbH umbenannt.
Am 15. April 1933 holte Reichspropagandaminister Joseph Goebbels Boeckmann zum Aufbau eines Propagandaprogramms über Kurzwelle von München nach Berlin. Boeckmann war damit der erste Intendant des Deutschen Kurzwellensenders mit weitreichenden Aufgaben, auch als Leiter der Auslandsabteilung in der Reichssendeleitung. Im Rahmen der Gleichschaltung unter den Nationalsozialisten trat die Bayerische Rundfunk GmbH, wie alle anderen Sender des Reichsgebiets, 1934 der Reichs-Rundfunk-Gesellschaft bei. Der Reichssender München gehörte damit dem Großdeutschen Rundfunk an. Am 10. Juli 1936 nahm der nördlichste Nebensender seine Arbeit auf: Bayreuth.